# Estación Duhau
Duhau es una estación ferroviaria del Ferrocarril Domingo Faustino Sarmiento de la Red Ferroviaria Argentina, en el ramal que une las estaciones de Pehuajó y Tres Lomas.

## Ubicación
Se encuentra en las áreas rurales del Partido de Pehuajó, provincia de Buenos Aires, Argentina.

## Servicios
No presta servicios de pasajeros. Sus vías están concesionadas a la empresa de cargas FerroExpreso Pampeano S.A., sin embargo las vías se encuentran sin uso y en estado de abandono.